# Артур Беркут
Артур Беркут е руски певец, най-известен като вокалист на групите Автограф и Ария.

## Биография
Роден е през 1962 г. в Харков, но израства в Москва. Започва да пее когато е на 11 години. На 19 вече е част от ансамбъла „Волшебние сумерки“. От 1982 е фронтмен на група „Автограф“, които свирят прогресив рок. С тях издава 5 албума. Автограф прекратява съществуването си през 1990 година, след което Артур за кратко е в група „Рококо“, след което занимава за САЩ. Там пее в групите „Siberia“ и „Zooom“. Заедно с музикантите от „Siberia“ създават група „TSAR“, към която се присъединява Сергей Маврин. Те издават един албум. В другата си група, Zooom, Беркут е соло китарист, композитор и автор на текстовете. През 1996 участва в записите на албумът „MOST“ на „Natasha & GooSee“ като клавирист. След разпадането на „Zooom“ през 1997 Артур участва на турне с група „Мастер“. Заедно с двама членове на Мастер – китаристът Сергей Попов и барабанистът Анатолий Шендеров се опитват да възродят „Zooom“, но идеята не се осъществява.
През 1998 става част от групата на Сергей Маврин „Маврик“ и същата година записват първия си албум „Скиталец“. През 2000 Артур напуска, за да възроди „Автограф“ с нови музиканти, но не получава подкрепата на бившите си колеги за авторските права върху името и групата се казва „Беркут“. През 2002 Беркут става вокалист на „Ария“. Първата песен на Ария с Артур в състава си е „Колизей“, която е издадена като сингъл и бързо оглавява музикалните класации. Освен това участва в записите на соловия албум на Алик Грановский „Большая прогулка“ и в първата руска метъл опера „Эльфийская Рукопись“. С Ария Беркут записва 2 албума – „Крещение огнем“ и „Армагедон“. През 2011 напуска Ария.
Артур Беркут основава собствена група, която носи неговото име и свири „мелодичен хевиметъл“. Групата издава дебютното си EP „Право дано“ на 17 септември 2011. През 2012 изпява песента „Рок стар“ с „Черный обелиск“, която е част от новия албум на групата. През декември 2012 групата на Артур издава второто си EP, озаглавено „Каждому свое“. През 2013 Ария завеждат съдебно дело срещу Беркут и му забраняват да изпълнява техни песни на концертите си. Също така е глобен с 840 хил. рубли.